# Poisson royal
 (mai 2025).
En droit, un poisson royal est un animal marin (pas nécessairement un poisson au point de vue de la biologie ; ce peut être un cétacé) dont la propriété revient à un monarque dès lors qu'il a été pêché. Par exemple, la baleine et l'esturgeon sont poissons royaux en droit britannique (en anglais : royal fish).
D'après la Coutume de Normandie, le dauphin et l'esturgeon étaient poissons royaux, mais non la baleine. La Grande ordonnance de la marine promulguée sous Louis XIV en 1681 disposa que les dauphins, esturgeons, saumons et truites étaient poissons royaux (article premier du titre VII de l'ordonnance), tandis que les « choses du crû de la Mer » trouvées sur les grèves appartiendraient pour un tiers à ceux qui les avaient trouvées et pour les deux tiers restants au roi ou à ses ayants droit et à l'amiral (article XXIX du titre IX ; la Coutume de Normandie contenait une disposition similaire).